# Johnstown (Colorado)
Johnstown ist eine Gemeinde im Weld County und Larimer County des US-Bundesstaates Colorado.

## Geschichte
Die Stadt Johnstown entstand nach der Vision von Harvey J. Parish, bevor sie 1902 geplottet wurde. Die Stadt wurde nach Parishs Sohn benannt. Die Gemeinde wurde 1907 gegründet.
Ein Meteoritenfall in der benachbarten ehemaligen Stadt Elwell am Nachmittag des 6. Juli 1924 wurde als Johnstown-Meteorit bekannt. Er war bemerkenswert, da mehrere große Stücke des zerbrochenen Asteroiden geborgen wurden, darunter ein 23,5 kg schweres Stück, welches einen Krater mit einer Tiefe von 1,7 Meter hinterließ.

## Demografie
Nach der Volkszählung von 2020 leben in Johnstown 17.303 Menschen. Die Bevölkerung teilte sich im Jahr auf in 94,0 % Weiße, 0,1 % Afroamerikaner und 0,6 % mit zwei oder mehr Ethnizitäten. Hispanics oder Latinos machten 27,7 % der Bevölkerung aus. Das mittlere Haushaltseinkommen lag bei 97.806 US-Dollar und die Armutsquote bei 8,5 %.
| Jahr | Einwohner¹ |
| ---- | ---------- |
| 1950 | 897        |
| 1960 | 976        |
| 1970 | 1.191      |
| 1980 | 1.535      |
| 1990 | 1.579      |
| 2000 | 3.827      |
| 2010 | 9.887      |
| 2020 | 17.303     |

¹ 1950 – 2020: Volkszählungsergebnisse